# Trichocephalus stipularis
Trichocephalus stipularis là một loài thực vật có hoa trong họ Táo. Loài này được (L.) Brongn. miêu tả khoa học đầu tiên năm 1826.